# Cotule pied-de-corbeau
Cotula coronopifolia
Espèce
La cotule pied-de-corbeau (Cotula coronopifolia) est une espèce de plantes à fleurs de la famille des Asteraceae. C'est une petite plante. Son inflorescence diffère de celle des marguerites, dont elle est pourtant proche, par l'absence de fleurs en ligule ; elle a par conséquent l'aspect d'un bouton d'un jaune éclatant.
Originaire d'Afrique du Sud, elle a été introduite dans de très nombreux pays où elle s'est le plus souvent naturalisée, avec une nette tendance à devenir invasive. En Europe, elle habite désormais la plupart des pays de la façade atlantique, du sud de l'Espagne au sud de la Norvège.